# Les Requins du désert
Pour plus de détails, voir Fiche technique et Distribution.
Les Requins du désert (Sahara Cross) est un film d'action italien écrit et réalisé par Tonino Valerii et sorti en 1977.  
C'est le premier film italien à utiliser le steadicam.

## Synopsis
Tunisie, années 1970. Deux ingénieurs européens de la compagnie pétrolière IPC, Carl et Jean,  affrontent des terroristes qui ont tué Georges,  un de leurs collègues...

## Fiche technique
- Titre français : Les Requins du désert
- Titre original : Sahara Cross
- Réalisation : Tonino Valerii
- Scénario : Ernesto Gastaldi, Adriano Belli
- Photographie : Franco Di Giacomo
- Montage : Mario Siciliano
- Musique : Riz Ortolani
- Costumes : Lina Nerli Taviani
- Pays d'origine : Italie
- Langue originale : italien
- Format : couleur
- Genre : d'action
- Durée : 105 minutes
- Dates de sortie :
  - Italie : 1977

## Distribution
- Franco Nero (VF : Dominique Paturel) : Jean Ballard
- Michel Constantin (VF : Lui-même) : Carl Mank
- Pamela Villoresi (VF : Béatrice Delfe) : Nicole
- Mauro Barabani (VF : Georges Berthomieu) : Hamid
- Emilio Locurcio (VF : François Leccia)
- Luciano Bartoli (VF : Yves-Marie Maurin) : Eric
- Luca Biagini (VF : Marc François) : Grant
- Geoffrey Copleston (VF : Edmond Bernard) : M. Brown
- Giorgio Del Bene (VF : Albert Augier) : le capitaine Zaroff
- Antonio Ferrante
- Pietro Valsecchi (VF : Yves Barsacq) : le terroriste arabe
- Michael Coby (VF : Daniel Gall) : Georges
- Nazzareno Zamperla (VF : Sady Rebbot) : le capitaine Zaft